# Форест-Лейк (город, Миннесота)
Форест-Лейк (англ. Forest Lake) — город в округе Вашингтон, штат Миннесота, США. На площади 11 км² (10,9 км² — суша, 0,1 км² — вода), согласно переписи 2002 года, проживают 6798 человек. Плотность населения составляет 626,4 чел./км².
- Телефонный код города — 651
- Почтовый индекс — 55025
- FIPS-код города — 27-21770[1]
- GNIS-идентификатор — 0643806[2]